# Conversio Bagoariorum et Carantanorum
„Conversio Bagoariorum et Carantanorum“ („Преобраћење Бавараца и Карантанаца“) је латинска историја написана у Салцбургу 870-их година. Књига описује живот и каријеру оснивача Салцбурга свеца Руперта (ум. 710), посебно његов мисионарски рад у Баварској, и активности бискупа и опата у Салцбуршкој надбискупији. Завршава се кратком историјом Карантаније.
Дело је можда написао сам Адалвин лично, тадашњи надбискуп Салцбурга. Намера му је била да се Лудвигу Немачком пружи посебна историјска перспектива о недавном сукобу мисионарства из Салцбурга и оног који су спроводила браћа Ћирило и Методије, који су проповедали нову религију међу словенским народима Велике Мораве и Паноније. Три рукописа се односе на цркву посвећену Прибину која се налазила на поседу у његовом власништву под називом Нитрава.